# Guindulungan
Guindulungan (Bayan ng Guindulungan) är en kommun i Filippinerna. Kommunen ligger på ön Mindanao, och tillhör provinsen Maguindanao.
Guindulungan är indelat i 11 barangayer.